# Bafut (langue)
Pour les articles homonymes, voir Bafut.
Le bafut (ou bafout, bufe, fu, fut, befe) est une langue des Grassfields du groupe ngemba (en), parlée par le peuple Bafut dans le nord-ouest du Cameroun.
En 1987 le nombre de locuteurs était estimé à 50 000.

## Écriture
Le bafut est écrit avec une orthographe qui suit les recommandations de l’alphabet général des langues camerounaises. Les voyelles longues sont écrites à l’aide du doublement de voyelles : aa, ee, ɛɛ, əə, ii, ɨɨ, oo, ɔɔ, uu.
| Alphabet (AGLC) | Alphabet (AGLC) | Alphabet (AGLC) | Alphabet (AGLC) | Alphabet (AGLC) | Alphabet (AGLC) | Alphabet (AGLC) | Alphabet (AGLC) | Alphabet (AGLC) | Alphabet (AGLC) | Alphabet (AGLC) | Alphabet (AGLC) | Alphabet (AGLC) | Alphabet (AGLC) | Alphabet (AGLC) | Alphabet (AGLC) | Alphabet (AGLC) | Alphabet (AGLC) | Alphabet (AGLC) | Alphabet (AGLC) | Alphabet (AGLC) | Alphabet (AGLC) | Alphabet (AGLC) | Alphabet (AGLC) | Alphabet (AGLC) | Alphabet (AGLC) | Alphabet (AGLC) | Alphabet (AGLC) | Alphabet (AGLC) |
| --------------- | --------------- | --------------- | --------------- | --------------- | --------------- | --------------- | --------------- | --------------- | --------------- | --------------- | --------------- | --------------- | --------------- | --------------- | --------------- | --------------- | --------------- | --------------- | --------------- | --------------- | --------------- | --------------- | --------------- | --------------- | --------------- | --------------- | --------------- | --------------- |
| A               | B               | D               | E               | Ɛ               | Ə               | F               | G               | GH              | I               | Ɨ               | J               | K               | ʼ               | L               | M               | N               | Ŋ               | ŊY              | O               | Ɔ               | R               | S               | T               | TS              | U               | W               | Y               | Z               |
| a               | b               | d               | e               | ɛ               | ə               | f               | g               | gh              | i               | ɨ               | j               | k               | ʼ               | l               | m               | n               | ŋ               | ŋy              | o               | ɔ               | r               | s               | t               | ts              | u               | w               | y               | z               |